# اوپال کامون
اوپال معمولی (کامون به انگلیسی Common Opal) نوعی اوپال مات و بدون درخشش است. در واقع معنای «معمولی» بدین علت است که در بیشتر نقاط دنیا یافت می‌شود و تا کنون رنگ‌های مخلتلفی از آن گزارش شده‌است.
در بازار تجارت سنگهای قیمتی نام‌های مختلفی از اوپال معمولی آمده‌است مانند: اوپال عقیق (هیالیت بی‌رنگ و شفاف)، اوپال چوبی، اوپال عسلی (Honey Opal که به رنگ زرد است)، اوپال شیری و نیمه شفاف، انواع مات اوپال چینی، اوپال مرواریدی که با درخشش مرواریدی همراه است و اوپال پراز (Prase Opal) که مات و به رنگ زرد متمایل به قهوه ای با درخششی موم مانند است و نمونه‌هایی از این قبیل که اغلب قیمتی پایین‌تر از انواع دیگر اوپال‌های گرانبها دارند زیرا در اوپال معمولی پدیده بازی رنگ‌ها مشاهده نمی‌شود.